# Bodyke
Bodyke (Iers: Lúbán Díge) is een dorp in het oost County Clare in Ierland. Het ligt in de uitlopers van het Slieve Aughty-laaggebergte. Bodyke kreeg internationale bekendheid door de "Bodyke Evictions" in 1887.

## Voorzieningen
Als klein dorp heeft Bodyke slechts een beperkt aantal voorzieningen, zoals winkels en pubs. De belangrijkste voorzieningen zijn de Bodyke National School en de Church of Our Lady of the Assumption.
Het schoolgebouw werd in 1881 gebouwd. Voor die tijd werd er les gegeven in de kerk van Bodyke.
De "Church of Our Lady of the Assumption" is gebouwd in 1845, als vervanging van een oudere kapel. Traditie wil dat het grootste deel van de kosten van de bouw van deze kerk gedragen werd door de protestantse landheer George Sampson.

## Transport
Het dorp is ligt aan de R352 dat de verbinding vormt tussen Ennis en Portumna in County Galway. De R465 takt af van de R352 in Bodyke, passeert de National School, en gaat via Broadford naar Parkroe, nabij Ardnacrusha, waar het aansluit op de weg naar Limerick.
Buslijn 346 verbindt Bodyke met Limerick en Whitegate. The Clare Bus verzorgde een dienst vanaf Scariff via Bodyke naar Ennis.

## De Bodyke Evictions
De Bodyke Evictions is een serie uitzettingen van pachters nadat overleg over de verlaging van de pachtsommen was vastgelopen. Deze uitzettingen vonden plaats tussen 2 juni en 15 juni 1887. De uitzettingscampagne was met name een succesvolle Pr-campagne, met journalisten van de hele wereld die kwamen kijken en/of verslag deden. In Nederland verschenen onder meer artikelen in het Algemeen Handelsblad. Ook in het toenmalige Nederlands-Indië haalde het conflict de krant. In Ierland deden onder meer de Freeman's Journal en de Irish Times verslag terwijl in Engeland artikelen verschenen in de Pall Mall Gazette.
De problemen begonnen in 1880. Aanleiding voor de onrust waren een aantal misoogsten, Aardappelziekte en import uit Amerika. Dit zorgde gelijktijdig voor honger en angst (de Ierse hongersnood (1845-1850) was nog maar kort voorbij), dalende prijzen voor boerenproducten, armoede en woeker-pachtsommen.

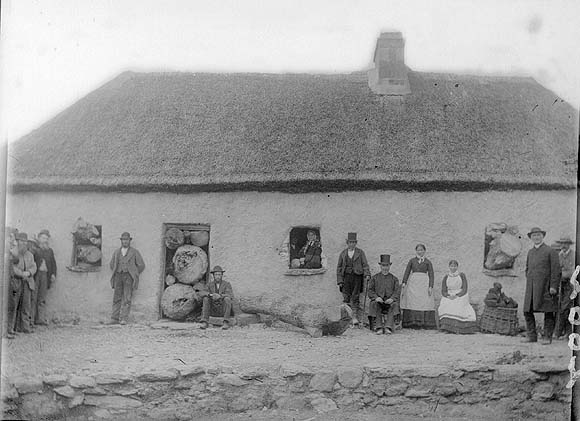
Weduwe McNamara in haar gefortificeerde huis

De pachters wisten dat ze in feite machteloos waren tegenover de landheer die grote aantallen soldaten en agenten op kon roepen om de gerechtsdeurwaarders en de breekijzerbrigade (ingehuurde mannen die de muren open moesten breken om de deurwaarders toegang te verschaffen) te beschermen. Men kon de uitzettingen wel vertragen. Op 2 juni 1887 begon de uitzetting van 28 pachters. Het waren met name vrouwen die - binnenshuis - de verdediging voerden en zij deden dat op eervolle wijze, onder meer met gebruik van kokend water en pap. Ondanks dit verzet kon de breekijzerbrigade de muren doorbreken waarna de deurwaarder het huis binnen kon komen voor de feitelijke overhandiging van het uitzettingsbevel. Daarna moest de breekijzerbrigade het huis geheel leeghalen en het vee verwijderen om een legale uitzetting te verkrijgen. Op deze eerste dag wist men slechts twee uitzettingen te voltooien: John Liddy en de weduwe McNamara. De reeks uitzettingen eindigde op 15 juni maar de meeste pachters waren dezelfde dag al weer terug in hun boerderij.